# Lenguas boanas
Las lenguas boanas, buanas o ababuanas son un grupo filogenético propouesto dentro de las lenguas bantúes, codificadas dentro de las zonas C y D de la clasificación de Guthrie,

## Lenguas del grupo
Usualmente el grupo se divide en tres ramas:
- Komo (D20)
- Bali (D20), ?Beeke
- Bomokandi (varias lenguas bati-angba y komo-bira)
  - Komo-bira (bira-amba) (D22, D30)
  - Homa (Ngenda) (D40)
  - Lika (D20)
  - Bati-Angba (Bwa) (C40)

Beeke se considera actualmente parte de las lenguas nyali que parece ser más cercano al idioma bali. En la clasificación de Glottolog 2.3, se incluyen varias lenguas adicionales, mal documentadas que se incluyen en el grupo homa-ngenda:
- Bali (D20)
- Antiguo Bomokandiano
  - Komóico (komo-bira)
  - Bomokandi medio (Lika & Bati-Angba)
  - Ngbele-Ngenda
    - Bantú de sufjo vestigial del extremo norte: Kari, Ngbee, Nyanga-li (Gbati-ri)
    - Ngendano
      - Homa, Ngbinda, ?Boguru, ?Bodo (tal vez en lugr de las lenguas lebonya)